# تلمبه سیدی خان سعیدی
تلمبه سیدی خان سعیدی یک منطقهٔ مسکونی در ایران است که در دهستان بکان واقع شده‌است. تلمبه سیدی خان سعیدی ۹ نفر جمعیت دارد.